# Ålgölen
Ålgölen är en sjö i Åtvidabergs kommun i Småland och ingår i Storåns huvudavrinningsområde.